# 卡萨尔戈
卡萨尔戈（義大利語：Casargo），是意大利莱科省的一个市镇。总面积20平方公里，人口865人，人口密度43.3人/平方公里（2009年）。国家统计（ISTAT）代码为097015。
卡萨尔戈与克兰多拉瓦尔萨西纳、马尔尼奥、帕尼奥纳、普雷马纳、普里马卢纳、塔切诺、特雷梅尼科和文德罗尼奥接壤。